# Station Handforth
Handforth is een spoorwegstation van National Rail in Handforth, Cheshire East in Engeland. Het station is eigendom van Network Rail en wordt beheerd door Northern Rail. 

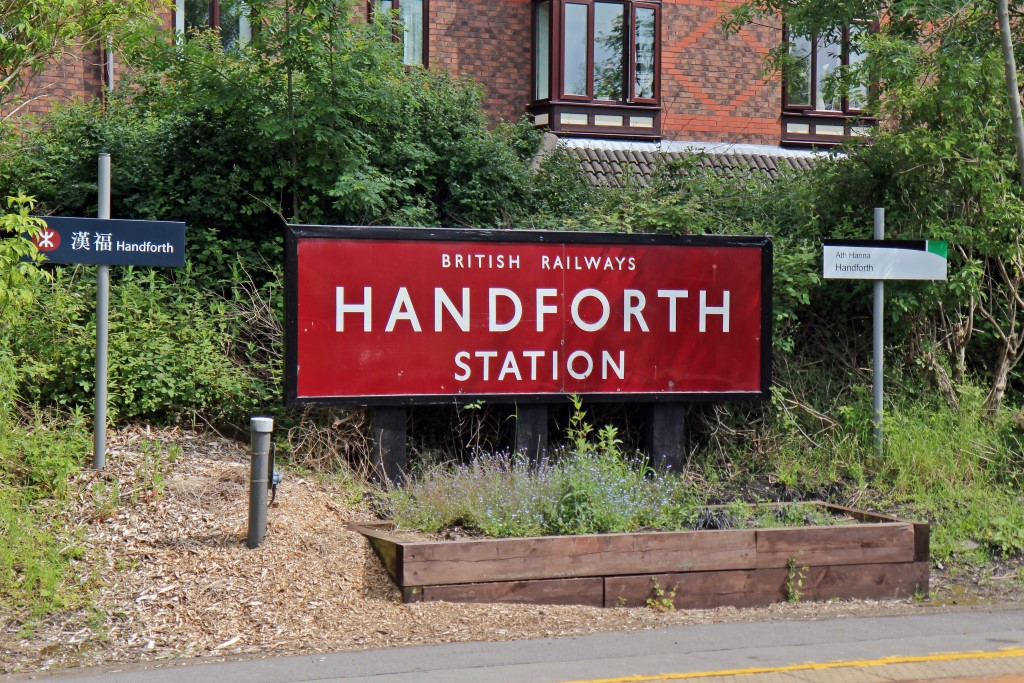
Meertalige aanduidingen